# Георгій Моісцрапішвілі
Георгій Моісцрапішвілі (груз. გიორგი მოისწრაფიშვილი; нар. 29 вересня 2001, Поті, Грузія) — грузинський футболіст, атакувальний півзахисник.

## Клубна кар'єра
Вихованець одного з найіменитіших футбольних клубів Грузії, «Динамо» (Тбілісі). У 2020 році переїхав до іншого представника Ліги Еровнулі, «Телаві». Дебютував за нову команду 25 липня 2020 року, в нічийному (1:1) матчі чемпіонату проти «Локомотива» (Тбілісі), в якому вийшов на 69-й хвилині замість Цотне Мосіашвілі. За період оренди зіграв у 12-ти матчах у всих турнірах та відзначився 1 голом, 3 листопада 2020 року в переможному (2:1) поєдинку проти «Чихури».
Повернувшись до тбіліського «Динамо», зрештою пробився в першу команду, за яку дебютував 27 лютого 2021 року в нічийному (1:1) матчі проти «Самгуралі». Георгій вийшов на заміну на 79-й хвилині замість Анзора Меквабішвілі. Першим голом за «динамівців» відзначився 24 вересня 2021 року в переможному (5:1) поєдинку чемпіонату над «Самтредією», в якому встановив остаточний рахунок. Загалом у вище вказаному сезоні провів 13 матчів, відзначився 2-ма голами.
У сезоні 2021 року отримував обмаль ігрового часу в «Динамо», а наступного сезону зарекомендував себе як основний гравець під керівництвом нового тренера Георгія Чиабришвілі. Мойстрапішвілі відзначився 7-ма голами і зробив 8 результативних передач, допоміг команді стати чемпіоном й привернув увагу найкращих європейських команд, таких як «Сассуоло».
5 вересня 2023 року приєднався до клубу Про-ліги «Беверен» в оренду на один сезон з можливістю повноцінного переходу. У березні 2024 року орендний договір достроково розірвали.
3 вересня 2024 року підписав 2-річний контракт з «Колосом». Проте після поглибленого медичного огляду керівництво ковалівського клубу вирішило розірвати контракт з грузинським футболістом.

## Кар'єра в збірній
Виступав за юнацьку (U-19) та молодіжну збірну Грузії. За юнацьку (U-19) збірну Грузії відзначився 3-ма голами в 11-ти матчах. Георгій Мойстрапішвілі викликаний на молодіжний чемпіонат Європи 2023 року й був частиною команди, яка виграла групу А в Португалії, Бельгії та Нідерландів, а потім прогав по пенальті в чвертьфіналі від Ізраїлю, в якому Мойстрапішвілі реалізував свій пенальті.

## Статистика виступів

### Клубна
Станом на 1 вересня 2023 року.
| Сезон             | Команда            | Чемпіонат         | Чемпіонат | Чемпіонат | Нац. кубок | Нац. кубок | Нац. кубок | Конт. кубок | Конт. кубок | Конт. кубок | Інші кубки | Інші кубки | Інші кубки | Загалом | Загалом |
| Сезон             | Команда            | Змаг.             | Матчі     | Голи      | Змаг.      | Матчі      | Голи       | Змаг.       | Матчі       | Голи        | Змаг.      | Матчі      | Голи       | Матчі   | Голи    |
| ----------------- | ------------------ | ----------------- | --------- | --------- | ---------- | ---------- | ---------- | ----------- | ----------- | ----------- | ---------- | ---------- | ---------- | ------- | ------- |
| 2020              | «Телаві»           | ЛЕ                | 10        | 1         | КГ         | 3          | 0          |             | -           | -           |            | -          | -          | 13      | 1       |
| 2021              | «Динамо» (Тбілісі) | ЛЕ                | 13        | 2         | КГ         | 1          | 0          |             | -           | -           | СГ         | 0          | 0          | 14      | 2       |
| 2022              | «Динамо» (Тбілісі) | ЛЕ                | 30        | 7         | КГ         | 4          | 0          | ЛЧУ         | 2           | 0           |            | -          | -          | 36      | 7       |
| 2023              | «Динамо» (Тбілісі) | EL                | 17        | 4         | CG         | 0          | 0          | ЛЧУ+ЛКУ     | 1+2         | 0           | СГ         | 1          | 0          | 21      | 4       |
| 2023-2024         | «Васланд-Беверен»  | Д2                | 9         | 0         | КБ         | 2          | 0          |             | -           | -           |            | -          | -          | 11      | 0       |
| 2024              | «Динамо» (Тбілісі) | ЕЛ                | 18        | 1         | КГ         | 0          | 0          | ЛКУ         | 1           | 0           | СГ         | 1          | 0          | 20      | 1       |
| Усього за кар'єру | Усього за кар'єру  | Усього за кар'єру | 97        | 15        |            | 10         | 0          |             | 5           | 0           |            | 2          | 0          | 114     | 15      |

## Досягнення
«Динамо» (Тбілісі)
- Ліга Еровнулі
  -  Чемпіон (2): 2019, 2022

- Суперкубок Грузії
  -  Володар (2): 2021, 2023